# اسلام‌آباد (بشرویه)
اسلام‌آباد یک روستا در استان خراسان جنوبی ایران است که در دهستان ارسک واقع شده‌است.